# اردریک ویتالیس
اردریک ویتالیس (لاتین: Ordericus Vitalis)، راهب و وقایع‌نگار انگلیسی و نویسنده هیستوریا اِکزلِسیاتیکا (تاریخ کلیسا) است که حدود ۴۰ سال و تا پایان عمرش را صرف نوشتن آن کرد. در این سال‌ها وی راهب دیر سن اورول در نورماندی نیز بود. وقایع‌نامه اردریک یکی از برجسته‌ترین منابع نخستین جنگ صلیبی و پیامدهای آن و حاوی مطالب چشمگیری در این رابطه است. این اثر که اساساً دربارهٔ تاریخ نورمن‌ها و نقش آنها در جنگ صلیبی است، نگرش قابل‌توجهی به طبقات اجتماعی مولد جنگ‌های صلیبی دارد.
وی برخلاف دیگر تاریخ‌نگاران لاتین، هرگز به اراضی مقدس پا نگذاشت و با تکیه بر ۵۰ منبع مکتوب و گزارش‌های شفاهی صلیبیونی که به اروپا بازگشته بودند، اثر خود را نگاشت.